# Sarah-Jane Walker
Sarah-Jane Walker (1995) es una deportista sudafricana que compite en triatlón. Ganó dos medallas de oro en el Campeonato Africano de Triatlón de 2022, en las pruebas individual y relevo mixto.

## Palmarés internacional
| Campeonato Africano | Campeonato Africano | Campeonato Africano | Campeonato Africano |
| Año                 | Lugar               | Medalla             | Prueba              |
| ------------------- | ------------------- | ------------------- | ------------------- |
| 2022                | Agadir (Marruecos)  | Medalla de oro      | Individual          |
| 2022                | Agadir (Marruecos)  | Medalla de oro      | Relevo mixto        |